# Stefanie Kürpick
Stefanie Kürpick (* 22. Dezember 1977) ist eine ehemalige deutsche Basketballspielerin.

## Laufbahn
Kürpicks Basketballlaufbahn begann als Jugendliche in Berlin-Hermsdorf, später spielte sie in Burgwedel und Hannover. In der 1. Damen-Basketball-Bundesliga war die 1,86 Meter messende Innenspielerin mit ODB Recklinghausen ab der Saison 1999/2000 vertreten. Ihre nächsten Station war Zweitligist BG Dorsten. Mit NB Oberhausen gelang ihr 2002 der Bundesliga-Aufstieg, in der Saison 2003/03 stand sie für den Verein dann auch in der höchsten deutschen Spielklasse auf dem Feld.
Im Spieljahr 2006/07 gelang ihr mit dem Zweitligisten Herner TC der Aufstieg in die erste Liga. Kürpick wechselte zum ASC 09 Dortmund (Regionalliga), ab 2008 trat sie mit der BG Dorsten in der Regionalliga und nach dem Aufstieg in der zweiten Liga an. Ab Anfang März 2011 bis Saisonende 2010/11 war sie gemeinsam mit Birthe Kemper Spielertrainerin der BG Dorsten. Kürpick, die an der Ruhr-Universität Bochum Rechtswissenschaft studierte, wurde beruflich als Anwältin tätig. Später erwarb sie einen weiteren Hochschulabschluss im Fach Internationales Recht an der University of Miami in den Vereinigten Staaten.
Im Vorfeld der Saison 2015/16 trat sie das Traineramt bei den Oberliga-Damen der Ruhrpott Baskets Herne an.